# Василишин Роман Данилович
Роман Данилович Василишин (нар. 1 травня 1949, село Ясень, тепер Рожнятівського району Івано-Франківської області) — колишній голова Рівненської обласної державної адміністрації та Рівненської обласної ради. Кандидат економічних наук (1997).

## Біографія
Середню освіту здобув у 1966 році і в тому ж році поступив на радіотехнічний факультет Львівського політехнічного інституту, повний курс якого, за спеціальністю «Електронні прилади», закінчив у 1971 році, отримавши спеціальність інженера електронної техніки.
З червня 1971 року по липень 1973 року проходив військову службу в Групі радянських військ в Німеччині на посаді командира взводу.
З жовтня 1973 року приїхав на постійне місце проживання в місто Рівне і був прийнятий на Рівненський завод газорозрядних приладів на посаду інженера. У подальшому працював старшим інженером, виконувачем обов'язків начальника та начальником відділу збуту цього заводу, який в 1977 році був перейменований в Рівненський завод імені 60-річчя Жовтня. Член КПРС.
У листопаді 1980 — квітні 1981 року — начальник цеху № 5, у квітні 1981 — липні 1982 року — заступник директора з комерційних питань Рівненського заводу імені 60-річчя Жовтня.
З серпня 1982 року призначений заступником генерального директора виробничого об'єднання «Газотрон» — заступником директора Рівненського заводу імені 60-річчя Жовтня по виробництву, а в червні 1983 року — генеральним директором виробничого об'єднання «Газотрон». На цій посаді працював до серпня 1990 року. Навчався в Інституті управління народним господарством Академії народного господарства СРСР.
У серпні 1990 року перейшов на роботу заступником директора з комерційних питань малого державного підприємства «Інженерно економічний центр» міста Рівне, з листопада 1990 по січень 1991 року — директор цього підприємства. З січня по червень 1991 року — директор Рівненської філії спільного радянсько-австрійського підприємства «Едланд».
У червні 1991 — березні 1992 року — 1-й заступник голови виконавчого комітету Рівненської обласної ради народних депутатів.
У березні 1992 року призначений Представником Президента України у Рівненській області, в червні 1994 року обраний головою Рівненської обласної ради народних депутатів де працював до березня 1998. З липня 1995 року по лютий 1997 року одночасно працював на посаді голови Рівненської обласної державної адміністрації.
З липня 1998 року — заступник голови ради комерційного банку «Княжий». З січня 1999 року перейшов на посаду голови ради Української страхової компанії «Княжа», з липня 2001 року по квітень 2002 року — заступник голови ради УСК «Княжа».
У квітні 2002 — квітні 2006 року — голова Рівненської обласної ради.
З грудня 2002 року був секретарем Рівненського обласного комітету СДПУ(о), обирався членом Політради СДПУ(о).
З листопада 2006 по травень 2009 року — заступник директора департаменту платежів ПРАТ УСК «Княжа Вієнна Іншуранс Груп», а з травня 2009 року займав посаду начальника відділення Західної дирекції цієї ж страхової кампанії. Потім — директор  Рівненської філії Української Пожежно-страхової компанії.
Одночасно з 2001 року працював в Національному університеті «Острозька Академія» на посаді доцента за сумісництвом.
Позапартійний. Одружений, виховує двох дітей.

## Звання
- полковник запасу

## Нагороди та відзнаки
- орден Знак Пошани (1986)
- орден «За заслуги» ІІІ ст. (.08.1996)[4]
- орден «За заслуги» ІІ ст. (2004)[5].
- орден «За заслуги» І ст. (8.12.2009)[6].
- заслужений економіст України (2002)
- академік Острозького академічного братства (1995)
- державний службовець І-го рангу (.04.1994)[7]
- медалі